# Peggy Fleming
Peggy Gale Fleming, po mężu Jenkins (ur. 27 lipca 1948 w San Jose) – amerykańska łyżwiarka figurowa startująca w konkurencji solistek. Mistrzyni olimpijska z Grenoble (1968), trzykrotna mistrzyni świata (1966–1968), mistrzyni Ameryki Północnej (1967) oraz pięciokrotna mistrzyni Stanów Zjednoczonych (1964–1968).
Gdy miała 12 lat, jej trener William „Billy” Kipp zginął wraz z innymi członkami amerykańskiej reprezentacji w katastrofie lotniczej w drodze na mistrzostwa świata 1961. Kolejnym trenerem Peggy został Carlo Fassi. W debiucie olimpijskich podczas Zimowych Igrzysk Olimpijskich 1964 w Innsbrucku zajęła 6. miejsce. Międzynarodową sławę przyniosło jej wywalczenie złotego medalu olimpijskiego cztery lata później podczas Zimowych Igrzysk Olimpijskich 1968 w Grenoble.
Jej rodzicami byli Doris i Al Fleming. Ma trzy siostry. Trzy tygodnie po zdobyciu przez Peggy pierwszego tytułu mistrzyni świata w 1966 roku w Davos, jej ojciec zmarł w wyniku trzeciego ataku serca w wieku 41 lat. 
13 czerwca 1970 roku poślubiła swoją szkolną miłość Grega Jenkinsa, dermatologa i byłego łyżwiarza figurowego, z którym ma dwóch synów: Andy’ego (ur. 1977) oraz Todda (ur. 1988). 
W 1988 roku u Fleming został zdiagnozowany rak piersi. Wykrycie go we wczesnym stadium choroby pozwoliło na przeprowadzenie pomyślnej operacji. Od tej pory Fleming wspiera organizacje propagujące profilaktyczne badania i wczesne wykrywanie raka piersi u kobiet. Do 2012 roku Fleming i jej mąż prowadzili winiarnię Fleming Jenkins Vineyards and Winery, z której zyski ze sprzedaży wina o nazwie „Victories Rosé” były przekazywane do organizacji charytatywnych prowadzących badania nad rakiem piersi.
Od 1981 roku jest komentatorką łyżwiarstwa figurowego dla stacji telewizyjnej ABC.

## Osiągnięcia
| Zawody                           | 1962           | 1963           | 1964           | 1965           | 1966           | 1967           | 1968           |                |                |                |                |                |                |                |                |                |                |
| Międzynarodowe                   | Międzynarodowe | Międzynarodowe | Międzynarodowe | Międzynarodowe | Międzynarodowe | Międzynarodowe | Międzynarodowe | Międzynarodowe | Międzynarodowe | Międzynarodowe | Międzynarodowe | Międzynarodowe | Międzynarodowe | Międzynarodowe | Międzynarodowe | Międzynarodowe | Międzynarodowe |
| -------------------------------- | -------------- | -------------- | -------------- | -------------- | -------------- | -------------- | -------------- | -------------- | -------------- | -------------- | -------------- | -------------- | -------------- | -------------- | -------------- | -------------- | -------------- |
| Igrzyska olimpijskie             |                |                | 6              |                |                |                | 1              |                |                |                |                |                |                |                |                |                |                |
| Mistrzostwa Świata               |                |                | 7              | 3              | 1              | 1              | 1              |                |                |                |                |                |                |                |                |                |                |
| Mistrzostwa Ameryki Północnej    |                |                |                | 2              |                | 1              |                |                |                |                |                |                |                |                |                |                |                |
| Krajowe                          |                |                |                |                |                |                |                |                |                |                |                |                |                |                |                |                |                |
| Mistrzostwa Stanów Zjednoczonych | 2 N            | 3 J            | 1              | 1              | 1              | 1              | 1              |                |                |                |                |                |                |                |                |                |                |

## Nagrody i odznaczenia
- Światowa Galeria Sławy Łyżwiarstwa Figurowego – 1976[6]
- Amerykańska Galeria Sławy Łyżwiarstwa Figurowego – 1976[7]